# Сеуи
Сеуи (итал. Seui) је насеље у Италији у округу Нуоро, региону Сардинија.
Према процени из 2011. у насељу је живело 1345 становника. Насеље се налази на надморској висини од 780 м.

## Становништво
Према резултатима пописа становништва 2011. у општини је живело 1.361 становника.
| 1931. | 1936. | 1951. | 1961. | 1971. | 1981. | 1991. | 2001. | 2011. |
| ----- | ----- | ----- | ----- | ----- | ----- | ----- | ----- | ----- |
| 3.335 | 3.119 | 3.112 | 3.166 | 2.624 | 2.178 | 1.805 | 1.587 | 1.361 |